# Contea di Linxia
La contea di Linxia (临夏县S, Línxià XiànP) è una contea della Cina, situata nella provincia del Gansu.